# クリティカル・パス
クリティカル・パス (critical path) とは、バックミンスター・フラーが提唱した概念。もしくは、1981年に出版した同名の著作。
彼の晩年の思想の全体を網羅し、当時の人類が直面しつつある危機を回避し、人類の継続的発展へ舵を切るために、何をどうすれば良いのかその項目、その最短で最も効率的な道筋（＝クリティカル・パス）の内容を述べている。
その中で、人類の危機の回避は大多数の人類の犠牲による一部の人類の生き残りではなく、全人類が生活水準を向上させた上で、全ての人が成功することができ、またそこにしかないと主張している。
そのために人々の生活環境を劇的に効率化しつつ、それを地球の太陽エネルギー収支のみで過去の蓄積である資源を消費することなく行うためにデザインサイエンスによる革命を行わなければならないとした。　